# SUPER☆GiRLSのナイスすぱが!
SUPER☆GiRLSのナイスすぱが!（スーパーガールズのナイスすぱが）は、2024年1月7日からRFラジオ日本で放送されているラジオ番組。

## 概要
女性アイドルグループSUPER☆GiRLSの6期メンバーがパーソナリティを務めるラジオレギュラー番組である。
前進番組『SUPER☆GiRLS阿部夢梨のナイスゆめり!』でパーソナリティを務めていた阿部夢梨が2023年12月31日をもってSUPER☆GiRLSを卒業し、番組も同日を以て終了。その枠を引き継ぎ、本番組がはじまった。『SUPER☆GiRLS宮崎理奈のナイスみやり!』、『SUPER☆GiRLS阿部夢梨のナイスゆめり!』に続く、「ナイスシリーズ」第3弾である。SUPER☆GiRLSの6期メンバー数名が週替わりでパーソナリティを務めている。

## 出演者

### パーソナリティ
- SUPER☆GiRLS 6期メンバー
  - 鎌田彩樺
  - 柏綾菜
  - 河村果歩
  - 櫻井陽夏

### ゲスト
| #  | 放送日         | 名前                              | 備考・出典               |
| -- | -------------- | --------------------------------- | ------------------------ |
| 11 | 2024年3月17日  | 山邊未夢・中江友梨（東京女子流）  | [ 3 ]                    |
| 19 | 2024年5月12日  | 竹内ななみ（SUPER☆GiRLS）         |                          |
| 32 | 2024年8月11日  | 竹内ななみ（SUPER☆GiRLS）         |                          |
| 33 | 2024年8月18日  | 竹内ななみ（SUPER☆GiRLS）         |                          |
| 46 | 2024年11月10日 | 坂林佳奈（SUPER☆GiRLS）           |                          |
| 55 | 2025年1月12日  | 門林有羽（SUPER☆GiRLS）           |                          |
| 56 | 2025年1月19日  | 坂林佳奈・門林有羽（SUPER☆GiRLS） | パーソナリティとして出演 |
| 62 | 2025年3月2日   | 竹内ななみ（SUPER☆GiRLS）         |                          |
| 63 | 2025年3月9日   | 竹内ななみ（SUPER☆GiRLS）         |                          |
| 64 | 2025年3月16日  | 廣川奈々聖（わーすた）            | [ 4 ]                    |
| 65 | 2025年3月23日  | 小玉梨々華（わーすた）            |                          |
| 70 | 2025年4月27日  | 田中想（SUPER☆GiRLS）             |                          |
| 71 | 2025年5月4日   | 田中想（SUPER☆GiRLS）             |                          |
| 81 | 2025年7月13日  | 三品瑠香・廣川奈々聖（わーすた）  | [ 5 ]                    |
| 82 | 2025年7月20日  | 廣川奈々聖・三品瑠香（わーすた）  | [ 6 ]                    |
| 85 | 2025年8月10日  | 小玉梨々華・三品瑠香（わーすた）  | サプライズ出演           |